# Aeroportul Zhongwei Shapotou
Aeroportul Zhongwei Shapotou (IATA: ZHY, ICAO: ZLZW) este un aeroport din Zhongwei⁠(d), Ningxia, Republica Populară Chineză ce deservește zona Zhongwei⁠(d). Aeroportul a fost tranzitat în 2022 de 42.473 de pasageri. A fost numit după zona deservită.
Situat la o altitudine de 2.500 m, aeroportul dispune de o singură pistă.